# SUGI
SUGI（スギ、1983年10月6日 - ）は、日本の男性プロレスラー（覆面レスラー）。本名：杉 卓也（すぎ たくや）。静岡県袋井市出身。
キャリアの中で数々のキャラクター、リングネームを名乗っている。五次元殺法ともいわれる驚異的な身体能力を活かした素早い動き、華麗な空中殺法を得意としている。

## 経歴
プロレスラーになるため、メキシコへ渡り、闘龍門の11期生として入門。
2003年5月11日、メキシコでデビュー。
2004年から様々な覆面レスラーに扮して活動。同年、闘龍門Xの解散後、みちのくプロレスを主戦場に活動。
2009年、海外での活動を視野に、みちのくプロレスを離脱。7月から「義経」のスタイルを継承してAAAで「SUGI」として活動。
2018年1月1日、プロレスリングZERO1に入団。
2020年12月31日、ZERO1を退団。
2021年、同じくZERO1を退団した火野裕士と「ONLY WE」を結成。後にクワイエット・ストーム、槙吾が合流。
2022年、「ONLY WE」を共に脱退した槙吾と「Mil gracias」を結成。
2023年5月27日、袋井体育センターでデビュー20周年興行を開催。また、節目として「Mil gracias」を脱退。

## 過去に名乗ったリングネームと特徴
主に名乗ったリングネームとその経歴、特徴を古い順に列記している。なお、短期間、単発、不定期のもの及び正体が正式に公表されていないが本人である可能性が濃厚とされているものも含む。
| リングネーム          | 所属                     | 活動期間               | 備考                                                                          |
| --------------------- | ------------------------ | ---------------------- | ----------------------------------------------------------------------------- |
| ミニCIMA              | 闘龍門JAPAN              | 2003年 - 2004年7月     | CIMAのミニ版として素顔で活動。                                                |
| MICHINOKUレンジャー金 | みちのくプロレス         | 2004年9月 - 11月       | シリーズ単発企画ものとして登場、                                              |
| 遮那王                | みちのくプロレス         | 2004年9月 - 2005年12月 | リトル・ドラゴンと並行して活動                                                |
| リトル・ドラゴン      | Dragondoor               | 2005年7月 - 2006年     | 遮那王、義経と並行して活動                                                    |
| 義経                  | みちのくプロレス         | 2005年12月 - 2009年    | 遮那王から元服という形で改名 リトル・ドラゴン、エル・ブレイザーと並行して活動 |
| エル・ブレイザー      | プロレスリングElDorado   | 2006年4月 - 2009年     | 義経と並行して活動                                                            |
| SUGI                  | プロレスリングZERO1、AAA | 2009年7月 - 現在       |                                                                               |

### ミニCIMA
闘龍門JAPANで活動していたCIMAのミニ版「ミニCIMA」として、スモール"ダンディ"フジ（現：ラッセ）、SUWAシート（現：Kagetora）、TARUシート（現：道菅康彦）とCRAZY-MAXのミニ版「ミニCRAZY-MAX」を結成する。
本家のCIMAに負けず、華麗なファイト、オリジナルホールド、三角跳び式マッドスプラッシュは他団体にも注目視されていた。
闘龍門Xの解散までヒールを貫き、団体最終興行も選手全員がセーラー・ボーイズと踊るなか、1人黙ってポストに座り、最終円陣を組んだ際も一人取り残されたままであった。

#### 得意技
三角跳び式マッドスプラッシュ
相手を仰向けに倒して相手側のコーナーに向かって走ってセカンドロープを踏み台にしてトップロープに両足で跳び乗って体を翻しながらリングにジャンプしてマッドスプラッシュの体勢で相手をプレスする。
トラースキック

### 遮那王
闘龍門Xが解散して2004年9月、みちのくプロレスに企画レスラー「MICHINOKUレンジャー金」で参戦。
「平安時代からやってきた源義経」をモチーフとする覆面レスラー「遮那王」となり、みちのくプロレス所属選手として再デビューする。
ファンの一部では「遮那王様」と呼ばれる程の人気を獲得。

#### 得意技
シューティングスター・プレス
鞍馬八流
コーナー最上段から体を90度水平旋回するようにジャンプして空中で体を360度錐揉み回転して仰向けになった相手の上に腹部から落下する。
遮那王ラナ
トラースキック

### リトル・ドラゴン
2005年7月19日、Dragondoorに覆面レスラー「リトル・ドラゴン」として登場。

#### 得意技
シューティングスター・プレス
ウルトラ・ドラゴン・ラナ
トラースキック

### 義経
2005年12月、PlayStation 2のゲームソフト『義経英雄伝 修羅』の企画にて遮那王から覆面レスラー「義経」へと元服を果たす。後に新崎人生から元服祝いとしてTAKAみちのくが持つ東北ジュニアヘビー級王座への挑戦権を獲得したが敗れる。元服時は武蔵坊弁慶のコスプレをした新崎とタッグを組んだ。
2006年、プロレスリングElDoradoに窓口を移籍。
2007年、ふく面ワールドリーグ戦〜決勝トーナメント〜では獣神サンダー・ライガーを丸め込んで準決勝進出という大金星をあげるも、アトランティスに敗れて決勝進出はならなかった。しかし、その勢いに乗ってGAINAが持つ東北ジュニアヘビー級王座に挑戦して念願の獲得に成功。性格面の特徴としては冷静沈着でほとんど喋らない。しかし、上記のライガーから勝利をあげた際は喜びを爆発させて「俺が、みちのく（プロレス）を守る」と絶叫した。それ以来、マイクを取るようになる。
2008年、ザ・グレート・サスケと東北タッグ王座を獲得して初の東北二冠王者を達成する。防衛戦にてタッグパートナーであるサスケを破り、師匠越えを果たした。その後、6度の防衛に成功するが、12月にフジタ"Jr"ハヤトとの防衛戦に敗れる。
2009年1月、東北タッグ王者からも陥落して、さらにケガにより長期欠場。その後、自分を鍛えなおすことを理由とし、みちのくプロレスのリングを去ることを宣言する。

#### 得意技
シューティングスター・プレス
一の谷の合戦
スカイツイスター・プレスと同型。
修羅
衣川
プラセンタと同型。
五条大橋
八艘跳び
ひよどり越え
ラ・ブファドーラ+108°
スーパー回転エビ固め
741（なすのよいち）
トップロープを超えて放つ619。
トラースキック

### エル・ブレイザー
2006年4月27日、ElDoradoに移籍して同団体に謎の青い覆面レスラー「エル・ブレイザー」として登場。前述の通り、みちのくプロレスでの義経と平行しての活動であった。当初は背に青い羽根を付けていた。名前のとおり青い炎をイメージしたもので飛び技の時は、飛び散る様子を表現しようとした。しかし、試合終了後はリングに散らばってしまい、以降は夏服と称し羽根を装着しなくなった。リング外では遅刻やミラニートコレクションa.t.のダンス練習を邪魔するなど、ある意味問題児扱いされていた。
2007年2月22日、自らフリーへの道を選び、ElDoradoを退団。プロレスリングZERO1-MAXを主戦場としてSWORD軍の一員として活動。
2008年、望月成晃が持つインターナショナルジュニアヘビー級王座に挑戦して敗れる。ミニCIMA時代の技を解禁して優勢だったものの敗退。その後、望月からタッグパートナーとして誘われ、それに応じた。

#### 得意技
シューティングスター・プレス
ライトニング・ストラック
リバース450°スプラッシュと同型。リングに背を向けた状態でコーナー最上段から体を後ろに飛び退くような感じでジャンプして空中で体を450度前方回転して仰向けになった相手の上に腹部から落下する（最終的に自身の頭がコーナーの方を向いた状態で相手をプレスする）。
ブレイジングアロー
エルファントム
トラースキック

### SUGI
2009年7月、AAAと契約してメキシコへと主戦場を移した。覆面レスラー「SUGI」として7月12日にデビュー（マスクデザインのルーツは義経）。AAAでは日本のリングに縁のある、オリエンタル、ケンゾー・スズキとルード軍「ラ・ヤクザ」を結成する。ジャック・エバンス、エクストリーム・タイガー、ロッキー・ロメロなどと、AAAクルーザー級の中心に君臨する。
2010年12月、AAAからの派遣としてプロレスリング・ノアへ逆上陸して参戦。
2012年3月20日、全日本プロレス両国国技館大会に参戦。
同年7月、AAAと契約終了。
2016年7月16日、「ふく面ワールドリーグ戦」に参戦。「ふく面ワールドリーグ戦」開催前の2016年8月28日『藤原義則プレゼンツ熊本地震復興支援大会〜戮力教心〜』が復帰戦となる。
2017年3月からLAND'S ENDプロレスリング、4月からVKFプロレスにレギュラー参戦。7月30日、ZERO1に現れて日高郁人をドロップキックで倒して鈴木鼓太郎が持つNWA世界ジュニアヘビー級王座&インターナショナルジュニアヘビー級王座に電撃挑戦表明をする。その後、ZERO1にもレギュラー参戦となる。9月17日、覆面MANIAの入場式にサプライズで登場して、次回からの参戦が発表された。
2018年1月1日、プロレスリングZERO1に入団。11月24日の新木場1stRING大会の天下一Jr.で優勝（決勝の対戦相手はHAYATA）。怪我で欠場の木高イサミが返上して空位となっていたNWA世界ジュニアヘビー級王座&インターナショナルジュニアヘビー級王座を獲得。
2019年1月27日、エディオンアリーナ大阪第2競技場大会で北村彰基とNWA世界ジュニアヘビー級王座&インターナショナルジュニアヘビー級王座の防衛線を行った。序盤はグラウンドの攻防となり、中盤以降はSUGIが打撃で推す展開となった。最終的に9分51秒に逆エビ固めで勝利して2度目の防衛に成功。試合後、SUGIは挑戦自体が無謀で時期尚早だと北村に対する怒りを語った。
2020年12月31日付でZERO1を退団（専属出場契約終了）、2021年からフリーとして活動。

#### 得意技
スワンダイブ式ファイヤーバード・スプラッシュ
シューティングスター・プレス
一ノ谷
リバース450°スプラッシュと同型。リングに背を向けた状態でコーナー最上段から後ろに飛び退くような感じでジャンプして空中で体を450度前方回転して仰向けになった相手の上に腹部から落下する（最終的に自身の頭がコーナーの方を向いた状態で相手をプレスする）。
壇ノ浦
スワンダイブ式ドラゴン・ラナと同型。
ウルトラ・ウラカン・ラナ
五条大橋
741（なすのよいち）
トップロープを超えて放つ619。
千本桜
コーナー最上段からトップロープを走って反対側コーナーにいる相手に放つドロップキック。
トラースキック

## タイトル歴
みちのくプロレス
- 東北ジュニアヘビー級王座
- 東北タッグ王座
- みちのくふたり優勝

プロレスリングZERO1
- NWA世界&インターナショナルジュニアヘビー級王座
- NWAインターナショナルライトタッグ王座
- 風林火山優勝
- 天下一Jr.優勝

全日本プロレス
- 世界ジュニアヘビー級王座

九州プロレス
- 九州プロレスタッグ王座